# Schweiz i olympiska sommarspelen 1908
Schweiz deltog med en deltagare vid de olympiska sommarspelen 1908 i London. Landets deltagare erövrade ingen medalj.

## Friidrott
- Julius Wagner